# Waimbidi
Waimbidi is een bestuurslaag in het regentschap Oost-Soemba van de provincie Oost-Nusa Tenggara, Indonesië. Waimbidi telt 438 inwoners (volkstelling 2010).